# ليا سينجر
ليا سينجر (بالإنجليزية: Leah Singer)‏ هي فنانة فيديو ومصورة أمريكية وكندية، ولدت في القرن العشرين في كندا.

## وصلات خارجية
- الموقع الرسمي